# Nachrichten aus Mittelerde
Nachrichten aus Mittelerde (englischer Originaltitel Unfinished Tales of Númenor and Middle-earth) ist eine Sammlung von Texten des Fantasy-Autors J. R. R. Tolkien, die postum von seinem Sohn Christopher zusammengestellt, überarbeitet, kommentiert und 1980 veröffentlicht wurden. Im Gegensatz zum Silmarillion sind die Texte in diesem Buch nicht zu einem zusammenhängenden Ganzen bearbeitet worden, sondern sie werden als Fragmente präsentiert, wie Tolkien sie hinterlassen hat. Einzig die Schreibweise der Namen wurde vereinheitlicht.
Jedem Fragment folgt ein ausführlicher Kommentar des Herausgebers, in dem unter anderem Zusammenhänge zu Der Herr der Ringe oder anderen Werken Tolkiens hergestellt werden. Die Fragmente sind chronologisch geordnet nach den Zeitaltern in Tolkiens Welt.

## Inhalt
Einleitung mit ausführlichen Hinweisen Christopher Tolkiens zu seiner Vorgehensweise bei der Erstellung dieses Buches.:9–25

### Teil Eins – das Erste Zeitalter
Im Ersten Zeitalter in Mittelerde geht es um die Geschichten der Menschen aus dem Geschlecht Hador Lóriols (Hador Goldscheitel), man könnte das Kapitel daher auch bei seinem elbischen Namen nennen. In Quenya Nyáre maro ló Hador oder Sindarin Narn e-mbar Hador.
Hador war ein Vasall des Elbenkönigs Fingolfin und Vater von Galdor, der wiederum zwei Söhne hatte. Diese hießen Huor und Húrin und lebten in Dor Lómin (‚Land des Schattens‘) einem Gebiet hoch oben im Nordwesten von Beleriand. Die Erzählungen berichten nun über Tuor, den Sohn von Huor, und seiner Frau Rían und von Túrin, dem Sohn Húrins, und seiner Gemahlin Morwen. Beide Frauen entstammten dem Hause Beors des Alten, daher waren Tuor und Túrin weitläufig mit Beren dem Einhänder verwandt. Von Hador, der in der Dagor Bragollach (‚Schlacht des jähen Feuers‘) gefallen war, stammt der berühmte Drachenhelm, das Erbstück seines Hauses, der zuletzt von Túrin Turambar getragen wurde. Hador besaß darüber hinaus ein Schwert, das den Namen Hadhafang (‚Eisenschwinge‘) trug und wahrscheinlich von dem Zwergenschmied Fangluin (‚Blaubart‘) aus Nogrod (‚Zwergengrotte‘) hergestellt worden war. Der Name dieses Schwertes taucht in der Verfilmung der Trilogie Herr der Ringe auf, wo er für das Schwert Arwens benutzt wird.
Von Tuor und seiner Ankunft in Gondolin:29–80
Tuor, der Sohn Huors, wächst nach dem Tode seiner Mutter Rían bei den Grauelben auf. Als der zu einem jungen Mann herangewachsen ist, verlässt er seine Heimat und begibt sich auf eine lange Reise, die ihn schließlich bis in die verborgene Stadt Gondolin führt. Er ist ein Mittler für den Vala Ulmo, der Turgon, dem Herren der Stadt, von diesem einst als Helfer prophezeit wurde.
Ein wichtiger Aspekt in dieser Geschichte ist es, dass die Brüder Huor und Húrin eine Zeit lang in der verborgenen Stadt Gondolin lebten und von deren König Turgon wie seine eigenen Kinder erzogen wurden. Sie lernten dort viel über die Geschichte der Elben und sprachen die Elbensprache Quenya. Huor und Húrin zählen neben Tuor zu den einzigen Menschen, die diese Stadt je betreten haben. Die Stadt Gondolin und ihr späterer Untergang weisen Ähnlichkeiten mit den Beschreibungen Trojas in Homers Epos Ilias auf.
Narn i hîn Húrin:81–221
Hier wird vom schweren Schicksal der Kinder Húrins berichtet, der von Melkor gefangen gehalten wurde, und vom Beschluss Morwens, ihren Sohn Túrin in die Obhut des Elbenfürsten Elu Thingol zu geben, von Túrins Aufnahme und Fortgang aus Doriath, den langen Jahren seines Kampfes gegen Melkors Schergen und seinem eigenen Schicksal bis hin zu seinem tragischen Tod. Ebenso erzählt die Geschichte von Nienor, seiner jüngeren Schwester, die er unwissend zu seiner Frau nahm und von Morwens Suche nach ihren Kindern.
Die ausführliche Erzählung gliedert sich in folgende Abschnitte:
- Túrins Kindheit; Die Geschichte beginnt mit einer kurzen Einführung über die Familienverhältnisse und Beziehungen zwischen Húrin und Huor und von deren Frauen Morwen und Rían. Túrins Geburtsjahr fällt mit einem weiteren wichtigen Ereignis des Ersten Zeitalters zusammen, der Begegnung Berens und Lúthiens in Doriath. Húrin und Morwen hatten auch eine kleine Tochter, Túrins jüngere Schwester Urwen, die jedoch Lalaith genannt wurde, das Lachen. Diese wurde jedoch nur Fünf Jahre alt ein erster Schicksalsschlag für den jungen Túrin. Der zweite war die Nachricht vom vermeintlichen Tode seines Vaters, was Morwen dazu bewog ihn nach Doriath zu schicken, damit wenigstens ihr Sohn vom Feind verschont bliebe. Morwen wollte und konnte ihn nicht dorthin begleiten, da sie hochschwanger war.
- Der Wortstreit zwischen Húrin und Morgoth; Húrin war mit Fingon in die Schlacht gezogen, welche die Elben Nirnaeth Arnoediad nennen, die ‚Schlacht der Ungezählten Tränen‘. Er wurde lebend gefangen genommen und vor Morgoth gebracht, da dieser von ihm erfahren wollte, wo sich die verborgene Stadt Gondolin befindet. Doch Húrin weigert sich standhaft ihm diese Information zu geben. Daraufhin verflucht Morgoth Húrin und seine Familie, fesselt den Menschen an einen hohen Gipfel, von dem aus dieser das Schicksal seiner Familie mit ansehen muss, ohne eingreifen zu können.
- Túrins Abreise; Túrin in Doriath; Berichtet von Túrin, der im Alter von zehn Jahren Dor-lómin verlässt und über verborgene Wege bis nach Doriath gebracht wird, wo ihm Thingol, als Verwandten von Beren, Einlass gewährt und ihn wie einen Sohn aufnimmt und erzieht. Als Túrin nahezu erwachsen ist, wird er von einem Elben verhöhnt und tötet diesen versehentlich, als er einen Gegenstand nach ihm wirft. Daraufhin läuft er davon und verlässt Doriath. Beleg Cúthalion, ein Elb aus Thingols Wachmannschaft, der mit Túrin befreundet ist, folgt ihm, um ihn zurückzuholen.
- Túrin bei den Geächteten; Túrin trifft auf eine Bande von Geächteten, die das Land südlich des Teiglin (‚Grenzwasser‘) durchstreiften. Im Zweikampf erschlägt er ihren Anführer und tritt an dessen Stelle. Beleg findet ihn und versucht ihn zur Rückkehr zu bewegen, doch Túrin weigert sich.
- Von Mîm, dem Zwerg; Mîm ist ein Zwerg, der von den Geächteten aufgegriffen und beinahe erschlagen wird, doch Túrin lässt ihm sein Leben. Dafür muss er ihnen im Gegenzug seinen verborgenen Unterschlupf auf dem Ammon Rûdh zur Verfügung stellen.

Hier fehlt ein wesentlicher Teil der Geschichte und die Erzählung setzt zu einem späteren Zeitpunkt wieder ein.
- Die Rückkehr Túrins nach Dor-lómin; Túrin kehrt nach 23 Jahren nach Dor-lómin zurück, um seine Mutter aufzusuchen. Doch Morwen hat inzwischen das Land verlassen, nachdem ihr Haus von Ostlingen überfallen und geplündert worden ist. Túrin tötet Brodda, den Anführer jener Menschen aus dem Osten, die Dor-lómin besetzt haben und Morgoth dienen. Danach macht er sich auf die Suche nach Morwen und seiner Schwester Nienor.
- Túrins Ankunft in Brethil; Túrin glaubt, dass seine Mutter und Schwester sich sicher in Dorith aufhalten, was ihn beruhigt, so dass er nicht weiter nach ihnen sucht. Er gelangt nach Brethil und schließt sich dort einer Gruppe Menschen an, die dort leben und gegen Orks kämpfen. Er legt sich einen neuen Namen zu und nennt sich nun Turambar (‚Meister des Schicksals‘), weil er glaubt hier endlich ein ruhiges Leben führen zu können.
- Die Reise Morwens und Nienors nach Nargothrond; Hier wird erzählt, wie die Nachricht vom Fall Nargothronds (der fehlende Teil dieser Geschichte) Morwen in Doriath erreichte und sie erfährt, dass ihr Sohn Túrin, unter dem Namen Mormegil (‚Schwarzes Schwert‘) dort gewesen ist. Daraufhin beschließt sie ihn zu suchen. Nienor soll dort in der Obhut Thingols und Melians verweilen, doch folgt sie ihrer Mutter heimlich. Thingol hatte ihnen einen Trupp Elben als Schutz nachgesandt, doch als Glaurung, der Drache von Morgoth dort auftaucht, wenden sie sich diesem zu, um ihn zu bekämpfen. Der Drache hatte Nargothrond besetzt und als er die Elben kommen sah, wälzte er seinen feurigen Körper in die Fluten des Flusses Narog, wodurch sich dichte Nebelschwaden bildeten. Glaurung gelangte in dessen Schutz zu Morwen und Nienor, seine Anwesenheit erschreckte die Pferde, so dass sie mitsamt ihren Reiter davonstoben. Morwen wurde fortgetragen und es heißt sie irrte von da an nach ihren Kindern suchend durch die weiten Wälder Brethils. Nienor aber stand dem Drachen Auge in Auge gegenüber und dieser belegt sie mit einem Bann des Vergessens, nachdem er ihr Lügen über ihren Bruder erzählt hat.
- Nienor in Brethil; Nienor hat sich die Kleider vom Leib gerissen und rennt ziellos durch die Wälder, bis sie schließlich erschöpft auf einen Hügel liegen bleibt. Hier findet sie Túrin und nimmt sie mit sich. Sie erinnert sich an nichts und er gibt ihr den Namen Níniel (‚die Traurige‘). Túrin und Níniel heiraten und sie ist bald darauf von ihrem eigenen Bruder schwanger, ohne dass einem von beiden diese Tatsache bekannt ist.
- Die Ankunft Glaurungs; Glaurungs Tod; Glaurung sucht nach Túrin und begibt sich schließlich nach Brethil, um ihn dort zu stellen. Túrin denkt sich eine List aus, um den Drachen töten zu können. Dieser muss auf seinem Weg nach Brethil die enge Schlucht des Teiglin überqueren. an der Engstelle, die Cabed-en-Aras (‚Hirschensprung‘) genannt wird lauert Túrin dem Drachen auf und rammt ihm sein Schwert in den weichen Unterbauch, so dass Glaurung tödlich verletzt wird. Als Túrin versucht sein Schwert wieder aus dem Leib des Drachen zu ziehen, wird er von dessen Blut bespritzt und verliert sein Bewusstsein. So findet Níniel die beiden und sie verbindet Túrins Wunden und ruft seinen Namen, doch nicht Túrin, sondern Glaurung erwacht und er nimmt den Bann von ihr und erzählt ihr sterbend, dass der Mann kein anderer als ihr Bruder Túrin sei, dessen ungeborenes Kind sie in sich trägt. Sie glaubt, dass ihr Bruder tot ist und spricht: „Lebwohl, o zweifach Geliebter! A Túrin Turambar turin’ ambartanen: Meister des Schicksals, vom Schicksal gemeistert! O Glück, tot zu sein!“ Dann rennt sie davon und stürzt sich hinab in die Schlucht des Teiglin.
- Túrins Tod; Túrin erwacht, wundert sich darüber, wer ihm den Verband anlegte und kehrt zu seinen Leuten zurück. Er sucht nach Níniel, doch als er erfährt, dass diese seine eigene Schwester Nienor ist und dass sie nun tot ist, stürzt er sich selbst am Cabed-en-Aras, jenem Ort, wo sie ihr Leben ließ in die Klinge seines schwarzen Schwertes, das daraufhin zerbricht. Die Elben errichten für die Kinder Húrins ein Grab auf dessen Steinplatte geschrieben steht: TÚRIN TURAMBAR DAGNIR GLAURUNGA (‚Túrin Schicksalsmeister Töter Glaurungs‘) und darunter NIENOR NÍNIEL.
- Anmerkungen und Anhang.

### Teil Zwei – das Zweite Zeitalter
Das Zweite Zeitalter befasst sich mit dem Aufstieg und Fall der Menschen, die als Edain oder Elbenfreunde bezeichnet wurden. Sie entstammten den drei Häusern jener Menschenvölker, die im Ersten Zeitalter über die Ered Luin (‚Blaue Berge‘) nach Beleriand gekommen waren und den Elben dort in ihrem Kampf gegen Morgoth, den ‚Schwarzen Feind‘ und Gegenspieler der Valar und Elben, beigestanden hatten. Als Lohn für ihre Hilfe hatten sie von den Valar eine eigene Insel, weit westlich von Mittelerde, im großen Meer Belegar erhalten. Von dieser und den dortigen Ereignissen, aber auch von Galadriel und Celeborn und der Liebe des Elbenfürsten Amroth zu der schönen Elbin Nimrodel, die sich in Mittelerde abspielen, wird in den folgenden Abschnitten berichtet.
Eine Beschreibung der Insel Númenor:225–233
Der Umriss der Insel Númenor (‚Die Westheimat‘) ähnelt einem fünfzackigen Stern. Jeder der fünf Zacken bildet eine eigene Region, die mit Namen in Quenya bezeichnet werden. Forostar (‚Nordbezirk‘), Andustar (‚Westbezirk‘), Hyarnustar (‚Südbezirk‘), Hyarrostar (‚Südostbezirk‘) und Orrostar (‚Ostbezirk‘). Es gibt noch einen weiteren Bereich der Mittalmar (‚Mittelland‘) genannt wird. Das Mittelland hat einen kleinen Küstenabschnitt oder Fjord, an dem die Hafenstadt Rómenna (‚Ostwärts‘ oder ‚nach Osten hin‘) liegt. Ein Landstrich Mittalmars wird als Arandor (‚Königsland‘) bezeichnet und schließt Rómenna, die Königsstadt Armenelos (‚Königshimmelstadt‘) und den Meneltarma (‚Himmelspfeiler‘), den hohen Berg im Innern der Insel, ein. Dieses Gebiet zeichnet sich durch weite Graslandschaften, sanfte Hügel und spärlichen Baumbewuchs aus. Der Meneltarma ist ein Ort der Verehrung Eru Ilúvatars (des himmlischen Schöpfers), jedoch ohne Tempelgebäude. Hier wurden wichtige Feiern abgehalten, wie im Frühjahr die Erukyerme (‚Anbetung Erus‘), vergleichbar mit dem christlichen Osterfest, im Mittsommer Erulaitale (‚Lobpreisung Erus‘) und im Herbst Eruhantale (‚Danksagung an Eru‘) ähnlich dem Erntedankfest. Der zweithöchste Gipfel ist der Sorontil (‚Adlerspitze‘) an der steilen, felsigen Küste Forostars, auf dem die großen Adler Númenors lebten. Dort hat Tar-Meneldur einen Turm zur Beobachtung der Sterne errichten lassen, der Elentirmo (‚Sternwarte‘) genannt wurde. In Andustar gab es einen Weiteren Hafen, Andúnië (‚Sonnenuntergang‘), weil er am weitesten westlich gelegen war. Hier gab es weite Waldgebiete. Etwas weiter südlich lag die Hafenstadt Eldalonde (‚Elbenhafen‘) in der Bucht von Eldanna (‚zu den Elben hin‘), in dem die Schiffe der Eldar aus Tol Eressea (‚Einsame Insel‘) kamen. Es gab zwei große Flüsse, die am Meneltarma entsprangen, den Nunduine (‚Westfluss‘), der bei Eldalonde ins Meer mündete und den Siril (‚Strom‘), der nach Süden in ein breites Delta bei der Stadt Nindamos (‚Stadt der Wellen‘) floss.
Die Beschreibung Númenors und ihr Versinken im Meer erinnern an die Erzählung über Atlantis. So gibt J. R. R. Tolkien als einen weiteren Name dieser Insel Atalantë (‚Die Zurückgesunkene‘) an. Ein frühes Konzept für den Fall Númenors befindet sich auch im Band fünf der History of Middle-earth mit dem Titel The Lost Road and Other Writings.
Aldarion und Erendis: Das Weib des Seefahrers:235–291
Dieses Kapitel beschreibt die Fahrten Tar Aldarions, die er zu den Küsten Mittelerdes unternahm. Sein Geburtsname war Anardil (‚Sonnenfreund‘), er perfektionierte den Schiffbau, sein Großvater Veantur hatte ihn das Seefahren gelehrt. Er freundete sich in Mittelerde mit dem Elbenkönig Gil-Galad und Círdan dem Schiffsbauer an, von dem er viel über den Schiffbau und die Navigation lernte. Aldarion kam weit bis an die Küsten von Belfalas (später ein Teil von Gondor). Erendis zögerte lange, ehe sie Aldarion heiratete. Sie schenkte ihm eine Tochter, doch hing das Herz Aldarions an der Seefahrt und er vernachlässigte Frau und Kind, so dass Erendis in die Einsamkeit des weiten Schafhütelandes Emerië im Westland zog. Bei der Ernennung Aldarions zum neuen König weigert sie sich nach Armenelos zu kommen, schickt aber ihre Tochter schweren Herzens dorthin. Da erst merkt Aldarion, was er ihr angetan hat, indem er sie so oft allein ließ, doch ist er zu stolz zu ihr zu gehen, denn ihre große Liebe ist erloschen.
Die Linie von Elros: Könige von Númenor:292–305
| Name, (Ar-…, auf Adûnaĩsch)                               | Lebensdaten         | Regierungszeit | Abstammung                        |
| --------------------------------------------------------- | ------------------- | -------------- | --------------------------------- |
| Elros Tar-Minyatur (‚Erstkönig‘)                          | (* 532, EZ; † 442)  | 410 Jahre      | Earendil und Elwing               |
| Vardamir Nólimon (‚Vardajuwel Gelehrter‘)                 | (* 65; † 471)       | 0 Jahre        | Elros und ?                       |
| Tar-Amandil (‚Amanfreund‘)                                | (* 192; † 603)      | 148 Jahre      | Vardamir und ?                    |
| Tar-Elendil (‚Elbenfreund‘), Parmaite (‚der Buchhändige‘) | (* 350; † nach 740) | 150 Jahre      | Amandil und ?                     |
| Tar-Meneldur (‚Himmelsdiener‘)                            | (* 543; † nach 883) | 143 Jahre      | Elendil und ?                     |
| Tar-Aldarion (‚Baumsohn‘)                                 | (* 700; † 1098)     | 192 Jahre      | Meneldur und ?                    |
| Tar-Ancalime (‚die Strahlende‘, Königin)                  | (* 873; † 1285)     | 205 Jahre      | Aldarion und Erendis              |
| Tar-Anárion (‚Sonnensohn‘)                                | (* 1003; † 1404)    | 114 Jahre      | Ancalime und ?                    |
| Tar-Súrion (‚Windsohn‘)                                   | (* 1174; † 1574)    | 194 Jahre      | Anárion und ?                     |
| Tar-Telperiën (‚die Silberbekränzte‘, Königin)            | (* 1320; † 1732)    | 175 Jahre      | Súrion und ?                      |
| Tar-Minastir (‚Turmwächter‘)                              | (* 1474; † 1873)    | 138 Jahre      | Isilmor und ?                     |
| Tar-Ciryatan (‚Schiffskönig‘)                             | (* 1634; † 2035)    | 160 Jahre      | Minastir und ?                    |
| Tar-Atanamir der Große (‚Menschenjuwel‘)                  | (* 1800; † 2221)    | 192 Jahre      | Ciryatan und ?                    |
| Tar-Ancalimon (‚der Strahlende‘)                          | (* 1986; † 2386)    | 165 Jahre      | Atanamir und ?                    |
| Tar-Telemmaite (‚der Silberhändige‘)                      | (* 2136; † 2526)    | 140 Jahre      | Ancalimon und ?                   |
| Tar-Vanimelde (‚die Elbenschöne‘, Königin)                | (* 2277; † 2637)    | 111 Jahre      | Telemmaite und ?                  |
| Tar-Alcarin (‚der Ruhmreiche‘)                            | (* 2406; † 2737)    | 100 Jahre      | Vanimelde und Herucalmo           |
| Tar-Calmacil (‚Lichtschwert‘), Ar-Belzagar                | (* 2516; † 2825)    | 88 Jahre       | Alcarin und ?                     |
| Tar-Ardamin, Ar-Abattârik (‚Weltenpfeiler‘)               | (* 2618; † 2899)    | 74 Jahre       | Calmacil und ?                    |
| Tar-Herunúmen, Ar-Adûnakhôr (‚Herr des Westens‘)          | (* 2709; † 2962)    | 63 Jahre       | Ardamin und ?                     |
| Tar-Hostamir, Ar-Zimrathôn (‚Juwelensammler‘)             | (* 2798; † 3033)    | 71 Jahre       | Adûnakhôr und ?                   |
| Tar-Falassion, Ar-Sakalthôr (‚Küstensohn‘)                | (* 2876; † 3102)    | 69 Jahre       | Zimrathôn und ?                   |
| Tar-Telemnar, Ar-Gimilzôr (‚Silberflamme‘)                | (* 2960; † 3177)    | 75 Jahre       | Sakalthôr und ?                   |
| Tar-Palantir, Ar-Inziladûn (‚der Weitsichtige‘)           | (* 3035; † 3255)    | 78 Jahre       | Gimilzôr und ?                    |
| Tar-Calion, Ar-Pharazôn der Goldene (‚der Strahlende‘)    | (* 3118; † 3319)    | 64 Jahre       | Gimilkhâd, Bruder Palantirs und ? |

Die Geschichte von Galadriel und Celeborn und von Amroth, König von Lórien:307–342
Dieses Kapitel behandelt die Rolle Galadriels für die Geschichte Mittelerdes. Tolkien änderte hierbei mehrmals die Angaben darüber, wie, wo oder wann Galadriel und Celeborn sich trafen oder woher Celeborn kam. Das variiert: So heißt es einmal, Galadriel sei allein von Beleriand aus bis nach Lórien gegangen, wo Celeborn als einer der Nandor (Waldelben aus dem Geschlecht der Teleri) lebte. Im Anhang zum Herrn der Ringe heißt es jedoch, Celeborn habe eine Zeitlang mit seiner Frau Galadriel südlich des Luhn gelebt und er sei ein Verwandter König Thingols gewesen. Über Galadriel wird Folgendes gesagt: Ihr Muttername war Nerwen (‚Mann-Frau‘), sie war großgewachsen, klug, athletisch und besaß „Stärke des Körpers, des Geistes und des Willens“. Sie war die größte unter den Noldor (mit Ausnahme von Feanor, dem Erfinder der Silmarilli), jedoch weitaus klüger als dieser. Sie galt als wunderschön, besonders aufgrund ihrer Haare, die eine Mischung aus dem strahlenden Gold (der Vanyar) und dem Silberhaar ihrer Mutter Earwen (von den Teleri) waren, denn es erinnerte die Eldar an das Licht der zwei Bäume Laurelin und Telperion, in dessen Zeitalter sie geboren wurde.
Warum Galadriel nach dem Sieg über Melkor in Mittelerde verblieb, erklärte Tolkien folgendermaßen.

„Den Exilierten wurde die Rückkehr [nach Aman] erlaubt – mit Ausnahme einiger weniger Hauptakteure des Aufruhrs, von denen zur Zeit des Herrn der Ringe nur Galadriel übriggeblieben war. Zur Zeit des Jammers in Lórien glaubte sie, dieser würde nie enden, solange die Erde bestehe. Folglich beschloß sie ihre Klagen mit einem Gebet oder Wunsch [Namárië], Frodo möge als besondere Gnade ein Aufenthalt […] in Eressea gewährt werden, […] – doch auch ihr persönlicher Bann wurde aufgehoben, als Belohnung für ihre Dienste im Kampf gegen Sauron, und vor allem, weil sie der Versuchung widerstanden hatte, den Ring zu nehmen, als er ihr angeboten wurde.“

Der Einleitung folgen kleinere Abschnitte.
- Über Galadriel und Celeborn

Hier wird beschrieben, dass Galadriel als Verwandte Elu Thingols – ihre Mutter Earwen war die Tochter seines Bruders Olwe – ein gern gesehener Gast in Doriath war. Hier freundete sie sich mit der Maia Melian, der Gemahlin Thingols, an und traf auf Celeborn, der hier als Enkel Elmos, eines Bruders von Thingol angegeben wird. Weiter heißt es, Galadriel wäre aus Liebe zu Celeborn in Mittelerde verblieben und mit ihm über die Ered Lindon nach Eriador gegangen, wo sie als Fürsten von den dortigen Nandorelben angenommen wurden. Hier wurde auch ihr Sohn Amroth geboren – wann und wo die Geburt Celebríans ihrer Tochter stattfand ist, nicht bekannt. Sie lebten danach lange in Eregion, in der Nähe der Zwergenbinge Khazad-dûm (Moria), bis sie schließlich nach Lórien gingen. Eine Weile lebten sie auch an der Küste von Belfalas an einem Ort, der später Dol Amroth (‚Hügel des Amroth‘) genannt wurde und zu Gondor gehörte.
- Amroth und Nimrodel

Über Amroth wird hier gesagt, dass er König von Lórien gewesen sei und sein Vater Amdir (also seine Eltern nicht Galadriel und Celeborn waren) in der Schlacht von Dagorlad gefallen war. Er ist ein Sindarelbenfüst der Waldelben (Nandor). Sein Heim war der Cerin Amroth (‚Hügel des Amroth‘, Sindarin) in Caras Galadhon (‚Stadt der Bäume‘) in Lórien. Amroth liebte Nimrodel, die eine Waldelbin war. Sie lebte zurückgezogen nahe den Fällen des Flusses Nimrodel, der daher ihren Namen trug. Doch als im Dritten Zeitalter die Unruhen von Moria aus zunahmen, floh sie nach Süden und Amroth folgte ihr, um sie zu suchen. Er fand sie schließlich und sie verlobten sich. Sie willigte jedoch nur unter der Bedingung ein, dass er sie in ein friedliches Land führen würde. So planten sie gemeinsam ein Schiff zu besteigen und gen Westen zu segeln. Doch als Amroth das Schiff, welches zur Abfahrt bereitstand, bestieg, war Nimrodel nicht dort. Lange wartete er vergeblich auf ihre Ankunft, bis ein schwerer Sturm das Schiff losriss und auf das Meer hinaus trieb. Amroth sprang ins Wasser, als das Schiff bereits weit draußen war, und versuchte die Küste zu erreichen. Niemand weiß, was mit ihm oder Nimrodel danach geschah, doch wurden beide nie wieder in Mittelerde gesehen. Doch heißt es, ein Elbenmädchen habe sich einst mit einem Menschenfürsten von Dol Amroth vermählt.
- Der Elessar

Der Elbenstein wurde in Gondolin von einem Elbenschmied namens Enerdhil (‚Sonnenfreund‘) geschaffen. Diesen Edelstein gestaltete er so, dass darin scheinbar das reine Sonnenlicht eingefangen war, so als ob es durch die frischgrünen Blätter des Waldes scheint. Der Stein hatte die magische Kraft einem Betrachter, der durch ihn hindurch etwas verdorrtes oder verbranntes anschaute, dieses wieder geheilt oder erneuert zu zeigen oder so, als wäre es wieder in der Zeit seiner Jugend. Zudem konnte derjenige, der den Stein berührte anderen zur Genesung verhelfen. Diesen Stein erhielt Idril, die Tochter König Turgons und von ihr bekam ihn später Earendil, ihr Sohn, dessen Vater Tuor war. Dabei sagte sie zu ihm: „Den Elessar lasse ich bei dir, denn in Mittelerde wird es schmerzhafte Wunden geben, die du heilen sollst. Doch sollst du ihn keinem anderen geben.“ Daher ist der Elessar aus Mittelerde verschwunden, als Earendil seine Reise nach Aman antrat.
Woher der Elessar kam, den später Aragorn von Galadriel erhielt, lässt Tolkien offen oder er erzählt es in zwei unterschiedlichen Versionen. In der einen heißt es Olórin, der in Mittelerde als Mithrandir oder Gandalf bekannt war, habe ihn auf Geheiß der Valar dorthin zurückgebracht und ihn Galadriel gegeben. Dazu sagte Olórin: „Diesen Stein bringe ich dir von Yavanna. Verwende ihn, wie du magst, und für eine Zeitlang kannst du das Land, in dem du wohnst, zu einem der schönsten Orte in Mittelerde machen. Doch er geht nicht in deinen Besitz über, Du sollst ihn weitergeben, wenn die Zeit gekommen ist.“ In der anderen Version wird berichtet, dass Galadriel zu Celebrimbor ging und beklagte, dass die Blätter in ihrem Reich fallen und welken und sie sich wünschte, sie besäße den Elessar Earendils. Daraufhin fertigte dieser einen neuen Edelstein mit ähnlichen Eigenschaften, denn einst war er ein Freund Enerdhils in Gondolin gewesen und hatte viel von diesem gelernt. Als Galadriel später Nenya, den mächtigsten der drei Elbenringe erhielt, gab sie den Elessar zunächst an ihre Tochter Celebrían weiter und so kam er über deren Tochter Arwen letztlich zu Aragorn.
- Anmerkungen und die Anhänge:
- A: Die Waldelben und ihre Sprachen
- B: Die Sindarin-Fürsten der Waldelben
- C: Die Grenzen von Lórien
- D: Der Hafen von Lond Daer
- E: Die Namen von Celeborn und Galadriel

### Teil Drei – das Dritte Zeitalter
Das Kapitel über das Dritte Zeitalter beschäftigt sich mit den Vorkommnissen, die sich nach der Schlacht des Letzten Bündnisses gegen Sauron ereignen. Sie schildern also die Ereignisse, die als Vorgeschichte oder Ergänzung zu der Erzählung der Herr der Ringe gelten.
Das Verhängnis auf den Schwertelfeldern:359–379
Hier wird vom Tode Isildurs und dem Verschwinden des Einen Ringes erzählt. Nach der Schlacht ging Isildur zunächst nach Gondor und verkündete seinen Anspruch als alleiniger Herrscher über ganz Gondor und Arnor. Nachdem er die Ordnung im Lande wiederhergestellt und die neuen Grenzen festgelegt hatte, beschloss er nach Imladris zu gehen, denn dort weilten seine Frau und sein jüngster Sohn in der Obhut Elronds. Er machte sich zu Fuß mit einigen Begleitern auf den Weg von Osgiliath durch die Täler des Anduin. Dabei wurden sie von Orks angegriffen. Im Verlauf des Kampfes übergab Isildur seinem Knappen Othar die Schwertscheide mit den Bruchstücken von Elendils Schwert Narsil, und dieser brachte sie als einziger Überlebender nach Imladris. Isildur blieb am Ende selbst nur die Flucht, denn seine Männer fielen und sein Sohn bat ihn zu gehen, um den Ring, den er Sauron abgenommen hatte, in Sicherheit zu bringen. Da steckte Isildur diesen trotz großer Schmerzen auf seinen Finger und wurde nie wieder von einem menschlichen Auge gesehen. Doch zu seinem Verhängnis trug er den Elendilmir in der Krone Arnors auf seinem Haupt und dieser erstrahlte deutlich sichtbar in einem glühenden Rot. Das ließ die Orks zurückschrecken und er entkam, bis er das Ufer des Anduin erreichte. Hier warf er seine Rüstung ab und versuchte ihn zu durchschwimmen, wurde aber von einer starken Strömung tief in die Schwertelfelder hineingetrieben. Dort rutschte ihm der Ring vom Finger und so kam es, dass er von Orks dort entdeckt und getötet wurde, als er sich auf einer kleinen Insel aufrichten wollte.
Erst im Vierten Zeitalter wurden weitere Details dieser Geschichte bekannt und aufgezeichnet. Bis dahin war nur folgendes bekannt:
1. Isildur hatte den Ring bei sich, als er den Kampfplatz verließ.
2. Helm, Schwert und Rüstung hatte er am Ufer oberhalb der Schwertelfelder zurückgelassen, es fehlte jede Spur vom Elendilmir und dem Ring.
3. Orks hielten das Westufer besetzt, um jeden zu töten, der aus der Schlacht zu entkommen suchte.
4. Isildur und der Ring waren gemeinsam oder getrennt im Fluss untergegangen, sein Leichnam wurde niemals gefunden.

Nun aber waren im Orthanc, dem Wohnsitz Sarumans, in einer verborgenen Kammer zwei Gegenstände entdeckt worden. Zum einen die goldene Kette mit der Kapsel, in welcher Isildur den Ring bei sich getragen hatte, und zum anderen der Elendilmir, der weiße Stein aus elbischen Kristall, der an einem Stirnreif aus Mithril befestigt war.
Es folgen ein Anhang und ein Abschnitt über númenórische Längenmaße.
Cirion und Eorl und die Freundschaft zwischen Gondor und Rohan:381–421
- Die Nordmenschen und die Wagenfahrer

Dieses Kapitel beschäftigt sich mit der Zeit, als Gondor von den sogenannten Wagenfahrern angegriffen wurde. Es hatte eine Schlacht auf den Feldern des Celebrant stattgefunden, bei der eine Gruppe von Menschen aus dem Norden den Truppen aus Gondor zu Hilfe geeilt war. Angeführt wurde dieses Éothéod (‚Reitervolk‘) von Fürst Eorl. Dieser trifft sich nun mit Cirion dem Truchsess von Gondor. Es wird von der Pestwelle und den fast hundert Jahre andauernden Kriegen im Königreich Gondor berichtet. Es endet mit dem Fall des Letzten Königs von Gondor.
- Der Ritt Eorls

Als sich die Bedrohung durch die Wagenfahrer immer mehr zuspitzte, sandte Cirion Boten zu den Nordmenschen, um sie um Unterstützung zu bitten, doch hatte er wenig Hoffnung, da die Länder dazwischen bereits von ihren Feinden besetzt waren und überwacht wurden. Einer der Reiter schaffte es bis zu Eorl und dieser zögerte nicht, sammelte seine Reiter und macht sich auf den Weg. Der Text endet jedoch vor der Schlacht auf den Ebenen des Celebrant.
- Cirion und Eorl

Hier wird zunächst über das Leuchtfeuer von Halifirien berichtet, was in der Sprache der Rohirrim (‚Reitervolk‘) heiliger Berg bedeutet. Zuvor wurde er Amon Anwar (‚Berg der Ehrfurcht‘) genannt, denn hier lag verborgen ein Ort, an dem das Grab Elendils war. An diesem heiligen Ort schworen Cirion und Eorl ihren Eid, der die Freundschaft und Unterstützung zwischen ihren Völkern besiegelte. Cirion hatte Eorl zuvor das Land Calenahad (‚Grünes Land‘) für seine Treue versprochen und dieser hatte es angenommen. Nun sprach zuerst Eorl seinen Eid in seiner eigenen Sprache und dann tat Cirion es ihm gleich und bekräftigte es mit den Worten in Quenya: „Vanda sina termaruva Elenna-nóreo alcar enyalien ar Elendil Vorondo voronwe. Nai tiruvantes i hárar mahalmassen mi Númen ar i Eru i or ilye mahalmar ea tennoio.“ Von da an lebten die Éothéod unter der Bezeichnung Rohirrim in ihrer neuen Heimat, die Rohan genannt wird, das Pferdeland.
- Die Überlieferung Isildurs

Es wird berichtet, wie Isildur die Grabstätte für seinen Vater Elendil auf dem Berg Eilenaer (‚Regentrauer‘) anlegte, der später Ammon Anwar genannt wurde. Doch liegt dort nicht der Leichnam, sondern lediglich ein kleines Kästchen, über dessen Inhalt nichts gesagt wird. Seine Begleiter wurden zur Verschwiegenheit verpflichtet und Isildur gebot, dass nur die Erben Elendils und einige wenige Begleiter diesen Ort aufsuchen dürften, um sich auf ihre Wurzeln zu besinnen. Nach dem Niedergang der Königreiche übernahmen die Truchsessen diesen Brauch. Daher wählte Cirion der zwölfte Stellvertreter der Könige diesen Ort für den Eid der Freundschaft mit den Rohirrim.
Die Fahrt zum Erebor:422–441
Dies ist eine Erzählung, die sowohl einen kurzen Abriss zur Vorgeschichte des Hobbit darstellt, als auch direkt mit dem Herrn der Ringe im Zusammenhang steht. Gandalf erzählt Frodo, Peregrin, Meriadoc und Gimli, wie es dazu kam, dass er die Reise von Thorin Eichenschild, einigen weiteren Zwergen und Bilbo zum Erebor plante. Gandalf befürchtete nämlich, dass Sauron den Drachen Smaug dazu bewegen könnte ihn im Kampf gegen die Elben in Lórien und Bruchtal (Imladris) zu unterstützen. Die Geschichte Mittelerde hätte kein so gutes Ende genommen, wenn Gandalf auf seinen Reisen damals nicht zufällig in der Nähe von Bree auf Thorin Eichenschild getroffen wäre, der mit ihm über seine Vorfahren und den Erebor redete.
Die Jagd nach dem Ring:442–464
- Von der Reise der Schwarzen Reiter, gemäß dem Bericht, den Gandalf Frodo gab

Hier geht es zunächst um die Gefangennahme Gollums, wodurch Sauron von dem Diebstahl des Ringes erfuhr. Er ließ Gollum laufen, weil er hoffte er würde seine Späher zu dem Ort führen, wo sich der Ring befand. Jedoch wurde Gollum von Aragorn aufgegriffen, der ihn zu König Thranduil in den Düsterwald brachte. Sauron sendet daraufhin seine Schwarzen Reiter (Nazgul) aus, greift Gondor und Thranduil an, Osgiliath wird zerstört und Gollum kommt erneut frei. Die Nazgul kommen bis an die Sarnfurt, die von den Dúnedain des Westens bewacht wird, um das Auenland vor Feinden zu schützen.
- Andere Versionen der Geschichte

Weitere kurze Abrisse, die nicht vollendet wurden.
- Betreffend Gandalf, Saruman und das Auenland

Saruman spürte, dass Gandalf mächtiger und angesehener war bei den Bewohnern Mittelerdes als er selbst, daher ließ er ihn beobachten. So kam es, dass auch er sich für das Auenland und dessen Bewohner zu interessieren begann.
Die Schlachten an den Furten des Isen:465–488
Diese Erzählung handelt von Thédred und Éomer, die sich Sarumans Angriffen an der Westseite Rohans zu erwehren suchten. Diese Schlachten wurde an den Furten des Isen ausgetragen und endeten mit dem Tod Théodreds, des einzigen Sohnes des Königs Théoden von Rohan, der wiederum von Gríma, einem Spion Sarumans, beeinflusst wurde. Aus dieser Geschichte geht eindeutig hervor, dass die Tötung Théodreds das vorrangige Ziel dieser Aktionen war, denn dieser verfiel nicht Sarumans Einflüsterungen.

### Teil Vier
In Teil Vier geht es beispielsweise um das Menschenvolk der Drúedain (‚Wilde Menschen‘), die in der Wildnis Mittelerdes lebten. Einige von ihnen kamen auch nach Beleriand, aber die meisten bewohnten die bewaldeten Täler der Ered Nimrais (‚Weiße Berge‘) oder die Drúwaith Iaur, die ‚alte Wildnis‘, die sich westlich des späteren Königreichs Gondor bis zum Kap von Andrast erstreckt. Ein Abschnitt widmet sich den Istari (‚Weise‘), die von den Menschen Zauberer genannt wurden und der Letzte befasst sich mit den Palantíri, den ‚Sehenden Steinen‘, die der Elb Feanor erschaffen hatte. An jedes der drei Kapitel schließt ein Abschnitt mit Anmerkungen an.
Die Drúedain
Die Drúedain stammen aus dem Volk von Haleth (dem Hause Haldad), doch waren sie anders als gewöhnliche Menschen und wurden von ihrem eigenen Volk als Drûg bezeichnet. Sie werden folgendermaßen beschrieben: Sie waren etwa vier Fuß groß, breitschultrig, untersetzt und hatten kurze Beine. Ihre Gesichter waren breit mit tiefliegenden schwarzen Augen, buschigen Brauen und platten Nasen. Auch hatten nur sehr wenige einen Bartansatz. Sie waren sehr geschickt, besonders im Fährtenlesen und der Bildhauerei.
Die Istari
Hier wird über die Zauberer und ihre Aufgabe in Mittelerde berichtet, davon woher sie kamen. Es gab im Norden Mittelerdes fünf von ihnen, einer war schwarzhaarig und in Weiß gekleidet mit einer besonders schönen Stimme, zwei waren in helles Blau gekleidet und einer in Braun. Jener, der zuletzt kam, war kleiner als diese und hatte graues Haar und einen ebenso grauen Mantel, stützte sich auf einen Stab. Doch Círdan erkannte in ihm den mächtigsten von ihnen und vertraute ihm den Elbenring Narya an.
Die Palantíri
Es wird über die sehenden Steine berichtet, ihre Funktion, ihr Aussehen und ihren Gebrauch, über Saruman und den Stein vom Orthanc, als auch von Denethor, der den Palantir von Minas Tirith benutzte.
Register
Verzeichnis der wichtigsten elbischen Begriffe sowie Namen und Orte dieses Buches.